# سازمان جهاد اسلامی (لبنان)
سازمان جهاد اسلامی (عربی: حركة الجهاد الإسلامي) مشهور به "جهاد اسلامی" (به عربی: جهاد الاسلامی)، یک گروه شبه نظامی شیعه بود که به خاطر فعالیت‌هایش در دهه هشتاد میلادی در طی جنگ داخلی لبنان شهرت یافته بود. این سازمان خواستار خروج همه آمریکایی‌ها از لبنان بود و مسئولیت تعدادی گروگانگیری، ترور، انفجار در سفارتخانه‌ها و انفجار آسایشگاه نیروهای حافظ صلح که به کشته شدن چند صد نفر انجامید را بر عهده گرفته بود.این سازمان در سال ۱۹۸۹ به دستور عماد مغنیه ، رئیس آن، اقدام به بمب گذاری پرواز مک‌دانل داگلاس دی‌سی-۱۰ ۷۷۲ UTA French Airlines از چاد به پاریس کرد که جان ۱۷۰ مسافر و خدمه این پرواز را در این ایرلاین امریکایی گرفت.
همچنین مرگبارترین حملات این سازمان در سال ۱۹۸۳ شامل حمله انتحاری به آسایشگاه سربازان حافظ صلح آمریکایی و فرانسوی و حمله انتحاری به سفارت آمریکا در بیروت بود. 

## ریشه‌ها
این گروه احتمالاً در اوایل ۱۹۸۳ به رهبری عماد مغنیه تشکیل شد. عماد مغنیه عضو سابق لبنانی نیروی ۱۷ فتح بود. این گروه نه یک گروه نظامی معمولی، بلکه یک گروه زیرزمینی چریکی شهری بود. این گروه در بعلبک در دره بقاع مستقر بود. ادعا می‌شود این گروه از ۲۰۰ شبه نظامی شیعه لبنانی تشکیل شده‌بود که هزینه‌های آن را جمهوری اسلامی ایران تأمین کرده و سپاه پاسداران انقلاب اسلامی آن‌ها را آموزش داده‌ بود که با اشغال لبنان از سوی اسرائیل در سال ۱۹۸۲ مبارزه کنند. با این حال سران جمهوری اسلامی ایران این اتهام را رد کرده‌اند به عنوان مثال مهدی کروبی ادعا کرده‌ بود که ایران هیچ ارتباطی با این گروه ندارد.

## موجودیت
در ابتدا این گروه به عنوان «یک گروه مرموز که هیچ چیزی از آن شناخته شده نیست» توصیف شده بود. اعضای این گروه تنها کسانی به نظر می‌رسیدند که پس از هر انفجار مسوولیت آن را به عهده می‌گرفتند. پس از حمله انتحاری به آسایشگاه نیروهای چندملیتی، نیویورک تایمز گزارش کرد که "پلیس لبنان، منابع اطلاعاتی غربی، منابع دولتی اسرائیل و رهبران شیعیان لبنان همه توافق دارند که سازمانی به نام جهاد اسلامی وجود ندارد چرا که نه عضوگیری برای آن انجام شده و نه نوشته‌ای از آن منتشر شده‌است، روزنامه‌نگاری بنام رابین رایت آن را یک شبکه تبادل اطلاعات بین سلولهای مختلف جنبش و نه یک سازمان متمرکز توصیف کرده‌است. همیشه ادعاهای مسوولیت سازمان جهاد اسلامی معتبر نبودند و در برخی موارد به نظر می‌رسید تماس گیرنده تلفنی سعی می‌کند فعالیتهای گروه‌های بی ارتباط با جهاد اسلامی را به این گروه نسبت دهد و هاله‌ای از اقتدار برای این گروه به عنوان تنها گروه فعال و تصمیم گیرنده در منطقه ایجاد کند."
رابین رایت (نویسنده) این گروه را با گروه سپتامبر سیاه مربوط به جنبش فتح مقایسه کرده‌است، که سازمان مادر، در این مورد حزب‌الله لبنان، آن را با فاصله از خود نگه داشته تا از پذیرفتن مسوولیت اعمال این گروه بتواند احتراز کند و مورد اقدامات تلافی جویانه احتمالی قرار نگیرد.
روزنامه‌نگار لبنانی، هلا جابر، این گروه را به شرکت‌های ساختگی‌ای تشبیه کرده که به مدت یک ماه فضای اداری اجاره می‌کنند و پس از کلاهبرداری ناپدید می‌شوند و «تنها هنگام انجام جرم در مقابل قربانیانشان وجود خارجی دارند و پس از آن ناپدید می‌شوند.»

آدام شتز از مجله نیشن، جهاد اسلامی را پیش‌درآمد حزب‌الله لبنان می‌داند که هنگامی که حزب‌الله هنوز رسمی نشده بود، مسوولیت بمب‌گذاری ها را برعهده گرفته‌ است. جفری گلدبرگ می‌گوید:
حزب‌الله تا سال ۱۹۸۵ که بیانیه اش در محکومیت غرب را منتشر کرد، با استفاده از نام‌های مختلف از جمله جهاد اسلامی و سازمان مستضعفان روی زمین، زیرزمینی باقی ماند. در این بیانیه آمده،" … خدا پشت سر ماست، ما را حمایت و حفاظت می‌کند در حالی که در دل دشمنان ما رعب می‌افکند."
یک دادگاه آمریکایی در سال ۲۰۰۳ به این نتیجه رسید که جهاد اسلامی عنوان استفاده شده توسط حزب‌الله برای حملاتش در لبنان و بخش‌هایی از خاورمیانه و اروپا بوده‌است.
در همین راستا، حزب‌الله از عنوان «مقاومت اسلامی» (al-Muqawama al-Islamiyya) در حملات خود علیه اسرائیل استفاده کرده‌است.
تا اواسط دهه هشتاد میلادی، رهبران حزب‌الله به دخالت خود در حملات مربوط به جهاد اسلامی اعتراف کرده بودند و قبول کرده بودند که سازمان جهاد اسلامی تنها یک سازمان تلفنی بود و
که از نامش کسانی برای مخفی ساختن هویت خود استفاده می‌کردند."
رابرت بائر نویسنده و مأمور سابق سیا آن را یک نام پوششی مورد استفاده سپاه پاسداران انقلاب اسلامی می‌داند. بائر ادعا می‌کند که بسیاری معتقدند که حمله ۱۹۸۳ به سفارت آمریکا از رده‌های بالای حکومت ایران نشات گرفته‌است. بائر معتقد هست که سازمان جهاد اسلامی بسیار متمایز از حزب‌الله بود، زیرا شورای مشورتی حزب‌الله تنها اطلاعات مبهمی از آنچه که گروگانگیرها انجام می‌دادند داشتند.
هلا جابر معتقد هست که این نام را سپاه پاسداران عمداً ساخته‌است که باعث سردرگمی شود. رایت اما محتاط تر هست و می‌گوید: «جهاد اسلامی به وضوح در ایدئولوژی طرفدار ایران بود، اما هم مسلمانان میانه‌رو و هم دیپلماتهای غربی شک دارند که آیا این سازمان مستقیماً از ایران هدایت می‌شد یا یک سازمان بومی بوده‌است.»

نویسندگان اخیر مانند رابرت آ. پیپ و روزنامه‌نگار لارنس رایت هیچ اشاره ای به جهاد اسلامی نمی‌کنند و مستقیماً حزب‌الله را مسوول حملات تروریستی می‌دانند که جهاد اسلامی مسولیتش را بر عهده گرفته بود یا به آن نسبت داده شده‌است.
از سال ۱۹۸۲ تا ۱۹۸۶ حزب‌الله ۳۶ بار عملیات انتحاری، با ۴۱ نفر حمله کننده علیه آمریکا و اسرائیل اهداف سیاسی و نظامی در لبنان انجام داد… در مجموع این حملات باعث مرگ ۶۵۹ نفر شد… 

## اقدامات

### بمب گذاری و ترور
- ۲۴ مه ۱۹۸۲، حمله با خودرو بمب‌گذاری شده به سفارت فرانسه در بیروت که به کشته شدن ۱۲ نفر و زخمی شدن ۲۷ نفر انجامید. جهاد اسلام یکی از چندین گروهی بود که مسئولیت این حمله را برعهده گرفت. تصور می‌شود خشم ایران از فرانسه به خاطر فروش تسلیحات به عراق، انگیزه این حمله بوده‌است.[۳۰]
- ۱۸ آوریل ۱۹۸۳، انفجار سفارت آمریکا در بیروت (۱۹۸۳) انفجار بمبی به وزن تقریبی دو هزار پاند (۹۱۰ کیلوگرم)، جاسازی شده در یک خودرو ون در مقابل سفارت آمریکا در بیروت به وسیلهٔ عامل انتحاری. این بمب به کشته شدن ۶۳ نفر، از جمله ۱۷ نفر آمریکایی شامل ۹ نفر کارمند سیا انجامید.[۳۱]
- ۲۳ اکتبر سال ۱۹۸۳. انفجار مقر تفنگداران دریایی آمریکا در بیروت. این عملیات با دو کامیون بمب‌گذاری شده در مقابل ساختمان‌هایی که به عنوان آسایشگاه نیروهای چند ملیتی در بیروت استفاده می‌شدند رخ داد و به کشته شدن ۲۴۱ تفنگدار دریایی آمریکایی و ۵۸ چترباز فرانسوی انجامید. جهاد اسلامی در بیانیه ای به Agence France Presse مسئولیت بمبگذاری را برعهده گرفت: «ما سربازان خدا هستیم … ما ایرانی، سوریه‌ای یا فلسطینی نیستیم. ما مسلمانانی هستیم که از احکام قرآن پیروی می‌کنیم. … ما پس از آن [انفجار سفارت آمریکا در بیروت (۱۹۸۳)] اعلام کردیم که دوباره و با خشونت بیشتر حمله خواهیم کرد. حالا آنها درک می‌کنند که با چه چیزی طرفند. خشونت تنها راه ما باقی خواهد ماند.»[۳۲]
- ۱۲ دسامبر ۱۹۸۳، بمب‌گذاری‌های ۱۹۸۳ کویت، دو ماه پس از انفجار مقر تفنگداران دریایی آمریکا در بیروت حمله ۹۰ دقیقه ای هماهنگ شده به شش نقطه کلیدی، شامل دو سفارتخانه، فرودگاه، و کارخانه پتروشیمی اصلی کویت. این حمله بیشتر از آن لحاظ قابل توجه هست که می‌توانست در صورت موفقیت بزرگتری حمله تروریستی قرن بیستم باشد، اما به خاطر نصب ناصحیح بمبها تنها شش نفر کشته داد.[۳۳]
- ۱۸ ژانویه ۱۹۸۴، مالکوم اچ. کر (Malcolm H. Kerr) رئیس دانشگاه آمریکایی بیروت در نزدیکی دفتر خود ترور شد. او جایگزین دیوید داج (David Dodge) بود که شش ماه پیش از آن ربوده شده بود. تماس گیرنده تلفنی که مدعی نمایندگی جهاد اسلامی بود اعلام کرد: «ما مسئول ترور رئیس آ.یو.بی. [دانشگاه آمریکایی بیروت] هستیم … ما سوگند می‌خوریم که اجازه ندهیم یک آمریکایی یا فرانسوی در این خاک باقی بماند. ما راه خود را عوض نخواهیم کرد و اراده ما متزلزل نخواهد شد.»[۳۴]
- ۷ فوریه ۱۹۸۴، غلامعلی اویسی فرماندار سابق نظامی تهران و برادرش در پاریس ترور شدند. یک شخص ناشناس به یونایتدپرس اینترنشنال در لندن زنگ زد و گفت که این گروه مرتکب این قتل شده‌است «... ما این کار را با تمام مخالفانمان در خارج از کشور خواهیم کرد.»[۳۵]
- ۲۰ سپتامبر ۱۹۸۴، حمله انتحاری به ضمیمه سفارت آمریکا در بخش شرقی و مسیحی بیروت توسط یک ون محتوی ۳۰۰۰ پوند ماده منفجره. ۱۴ نفر از جمله دو آمریکایی کشته شدند و ده‌ها تن مجروح شدند. این ضمیمه پس از حمله انتحاری سال ۱۹۸۳ ایجاد شده بود. سفیر آمریکا رجینالد بارتملو (Reginald Bartholomew) و سفیر بریتانیا دیوید میرز(David Miers)، که در حال بازدید از این محل بود، در زیر آوار دفن شدند اما تنها با جراحات جزئی  نجات داده شدند. جهاد اسلامی در تماسی تلفنی مسوولیت عملیات را برعهده گرفت و اظهار داشت "این عملیات ثابت می‌کند که ما به وعده قبلی خود در مورد اجازه ندادن به باقی ماندن حتی یک آمریکایی در خاک لبنان عمل می‌کنیم. منظور ما در هر اینچ از کشور لبنان هست. ..."[۳۶]
- ۱۲ مارس ۱۹۸۵، بمب‌گذاری در رستوران اسپانیایی ال دسکانسو. سازمان جهاد اسلامی این بمب‌گذاری را با هدف کشتن نظامیان آمریکایی بر عهده گرفت. این بمبگذاری به کشته شدن ۱۸ اسپانیایی و مجروح شدن ۸۲ نفر دیگر از جمله ۱۱ نفر نظامی آمریکایی منجر شد.[۳۷]
- ۲۵ آوریل ۱۹۸۵، تلاش برای ترور امیر کویت جابر احمد الصباح با انفجار انتحاری خودرو بمبگذاری شده در حین عبور کاروان خودرویی حامل امیر کویت. دو محافظ و یک رهگذر کشته شدند. جهاد اسلامی مسوولیت حمله را برعهده گرفت و از کویت خواست کسانی که به خاطر حملات قبلی دستگیرشده بودند را آزاد کند.[۳۸]
- ۱۹ سپتامبر ۱۹۸۹ (مهر ۱۳۶۸) ،  به دستور شخص حسن الخاندانی ، رئیس این گروه  اقدام به بمب گذاری مک‌دانل داگلاس دی‌سی-۱۰ پرواز ۷۷۲ یوتا ایرلاینز از چاد به پاریس کرد که جان ۱۷۰ مسافر و خدمه این پرواز را در این ایرلاین امریکایی گرفت.
- ۱۷ مارس ۱۹۹۲، حمله انتحاری به سفارت اسرائیل در بوئنوس آیرس: یک کامیون بمب‌گذاری شده به سفارت اسرائیل در بوئنوس آیرس کوبید و علاوه بر ساختمان سفارت، موجب تخریب یک کلیسای کاتولیک و یک مدرسه شد. چهار اسرائیلی کشته شدند اما قربانیان عمدتاً از غیرنظامیان آرژانتینی و بسیاری از آن‌ها کودک بودند و در کل ۲۹ نفر کشته و ۲۴۲ نفر زخمی شدند. این حمله مرگبارترین حمله به یک سفارتخانه اسرائیل به‌شمار می‌رود. جهاد اسلامی مسئولیت بمبگذاری را برعهده گرفت و اظهار کرد که این حمله در تلافی ترور سید عباس موسوی رهبر حزب‌الله لبنان بوده‌است.[۲۷][۳۹]

### ادعای بمب‌گذاری
- ۱۲ دسامبر ۱۹۸۵. پرواز ۱۲۸۵ ارو ایر، از گاندر، نیوفاندلند (جزیره) که حدود نیم مایل پس از باند پرواز سقوط کرد و تمام ۲۵۶ مسافر و خدمه آن کشته شدند. این پرواز حامل سربازان آمریکایی بود که از مصر (از مسیر آلمان و کانادا) به پایگاه خود در کنتاکی برگردانده می‌شدند. یک تماس گیرنده ناشناس با یک آژانس خبری در بیروت ادعا کرد که جهاد اسلامی هواپیما را نابود کرده‌است تا تواناییش برای حمله به آمریکاییها در هر نقطه از جهان را ثابت کند.[۴۰]

تحقیقات ستاد ایمنی حمل و نقل هوایی کانادا (CASB) اعلام کرده‌است که سقوط هواپیما در اثر مقاومت هوای بالا و قدرت بالابرندگی پایین سطوح پروازی (بالها) به خاطر پوشش یخ و برف در کنار تقریب نادرست از وزن بار و مسافران هواپیما بوده‌است.
البته اقلیتی بر این باورند که آتش‌سوزی در حین پرواز در نتیجه انفجار از منبع نامشخص بوده‌است.

### آدم‌ربایی
در همین زمینه بحران گروگان‌گیری لبنان
- ۱۹ ژوئیه ۱۹۸۲ دیوید اس. داج رئیس دانشگاه آمریکایی بیروت توسط دانشجویان تندرو مسلمان شیعه طرفدار ایران از پردیس آ. یو بی. (دانشگاه آمریکایی بیروت) ربوده شد، و به زندانی در نزدیکی تهران منتقل شد و دقیقاً یک سال بعد تا زمان آزادی در زندان بود. «آدم ربایی، و تلاش‌های دیپلماتیک متعاقب آن برای تأمین آزادی آقای داج، پوشش خبری جهانی داشت.».[۴۴] حجت‌الاسلام موسی فخر روحانی که در زمان گروگانگیری مسوولیت سفارت ایران در لبنان را برعهده داشت، در مصاحبه ای با بولتن نیوز، اظهار می‌کند که عماد مغنیه و گروهش داج را به تلافی گروگانگیری چهار دیپلمات ایرانی در لبنان (احمد متوسلیان و همراهانش) گروگان گرفته بودند. وی همچنین داج را رئیس سیا در خاورمیانه معرفی می‌کند.[۴۵] منصور کوچک‌‌محسنی از پاسداران اعزامی به سوریه و لبنان نیز در مصاحبه‌ای اشاره کرده‌است که دو جوان که، یکی شان شبیه جهاد مغنیه (فرزند عماد مغنیه) بود، داج را که رئیس دانشگاهشان بود گروگان گرفتند تا با احمد متوسلیان مبادله شود.[۴۶]

- ۱۶ مارس ۱۹۸۴. ویلیام فرانسیس باکلی (William Francis Buckley) رئیس ایستگاه سیا در بیروت در این تاریخ ربوده شد. جهاد اسلامی ادعا کرد که او را در ۳ اکتبر سال ۱۹۸۵ کشته‌است و سپس عکس جسد او را به روزنامه‌های بیروت نشر داد. گزارش‌های مطبوعاتی ادعا می‌کنند که باکلی به ایران منتقل شده و در آنجا شکنجه و کشته شده‌است.[۴۷]
- مارس ۱۹۸۴. روحانی پروتستان، بنیامین ویر (Benjamin Weir) توسط سه مرد مسلح ربوده شد. ویر از سال ۱۹۵۸ در لبنان می‌زیست و احتمالاً در لبنان احساس امنیت می‌کرده‌است. او در بخش شیعه‌نشین بیروت زندگی می‌کرد و از نزدیک با گروه‌های مختلف خیریه و امدادی همکاری می‌کرد. دو روز پس از آدم‌ربایی، یک تماس گیرنده تلفنی که ادعا می‌کرد از جهاد اسلامی هست مسئولیت این آدم‌ربایی را با هدف "تجدید پذیرش چالش ریگان و تایید بیانیه‌مان … "ما اجازه نمی‌دهیم حتی یک آمریکایی در خاک لبنان بماند" برعهده گرفت. ویر شانزده ماه بعد آزاد شد.[۴۸]. ویر، یک روز پس از تحویل دومین محموله سلاح از اسرائیل به ایران، شامل ۴۰۸ ضدتانک تاو (ر.ک. ماجرای مک‌فارلین) در در ۲۴ شهریور ۱۳۶۵ (۱۵ سپتامبر ۱۹۸۵) آزاد گردید.[۴۹]

- ۱۰ فوریه ۱۹۸۶. جهاد اسلامی عکسی منتشر کرد که به ادعای آنان جسد شهروند فرانسوی میشل سورا (Michel Seurat) را که پیش از آن ربوده شده بود را نشان می‌داد.[۴۷]

## افول و انحلال ۱۹۸۶–۱۹۹۲
سازمان جهاد اسلامی، هنگامی که ربایش موقت چهار دیپلمات شوروی در ۱۹۸۵ به قتل یکی از گروگانها انجامید، دچار مشکل شد. کاگ‌ب بی درنگ با ارعاب و فشار از سوریه خواست که عملیات خود را در شمال لبنان متوقف کند و سه گروگان باقی مانده را آزاد کند.
این افتضاح در کنار فشار ناشی از اقدامات امنیتی و عملیات مشترک جارویی علیه شبه نظامیان که ارتش سوریه، نیروهای امنیت داخلی لبنان (Internal Security Forces) و شبه نظامیان شیعه امل (Lebanese Resistance Regiments) در بخش شیعه‌نشین غرب بیروت در سال‌های ۱۹۸۷–۸۸ انجام دادند، باعث کاهش فعالیت‌های سازمان در سال‌های باقی مانده از جنگ داخلی لبنان شد.
آخرین حمله ای که سازمان جهاد اسلامی ادعای انجام آن را داشته، در خارج از خاورمیانه، حمله به سفارت اسرائیل در بوئنوس آیرس در مارس ۱۹۹۲، بوده‌است.
این سازمان دیگر فعال نیست. برخی از گزارش‌ها نشان می‌دهند که این سازمان، پس از انتصاب رهبر آن عماد مغنیه به عنوان رئیس دستگاه امنیتی حزب‌الله در خارج از لبنان، با حزب‌الله لبنان ادغام شده‌است.